# Plurihandicap

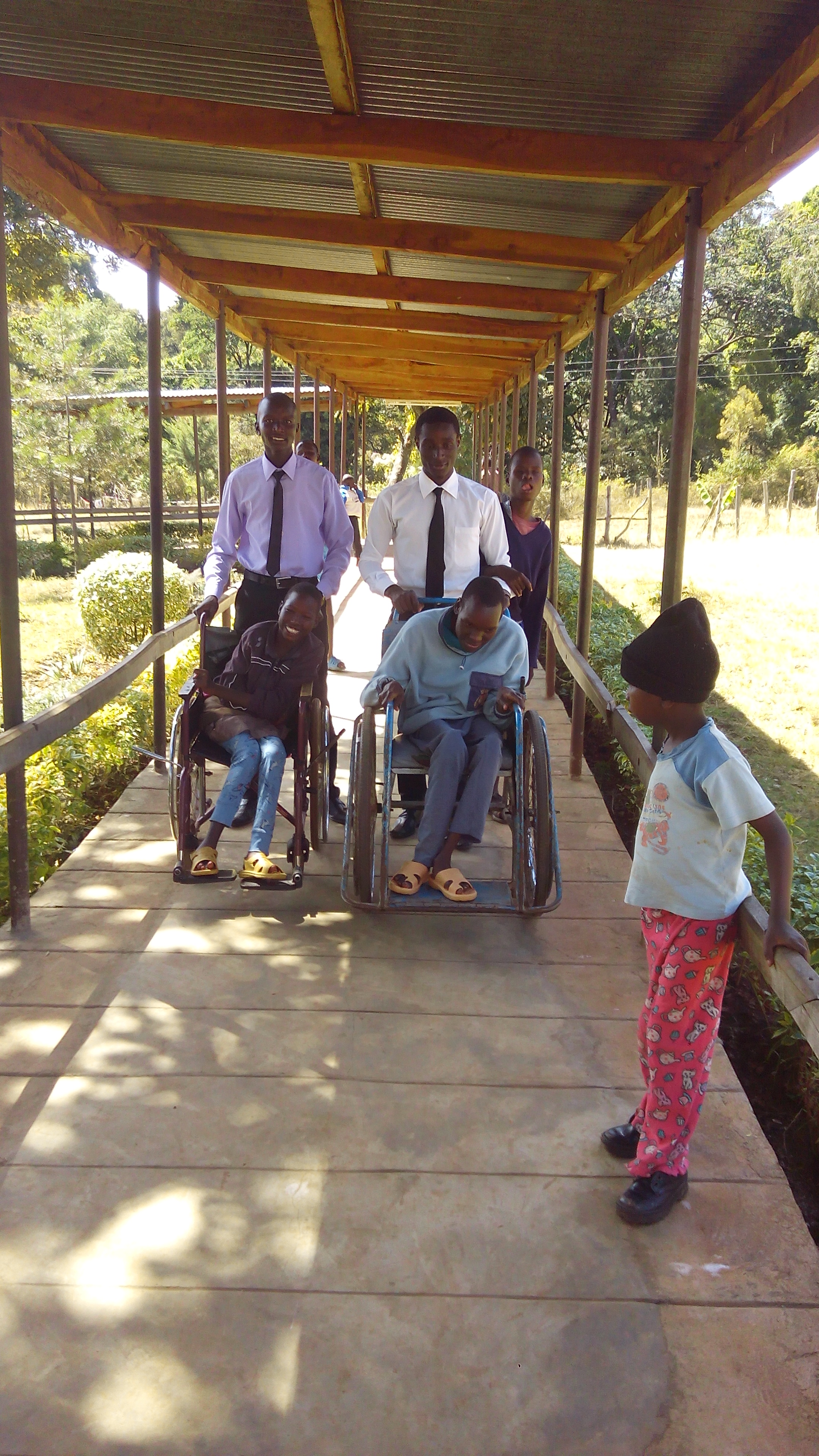
Établissement pour enfants sourds et aveugles au Kenya.

Le plurihandicap est l'association d'atteintes motrices et/ou sensorielles de même degré, ce qui ne permet pas de déceler l'une plutôt que l'autre en déficience principale.
Les plurihandicapés ne sont pas originellement déficients intellectuels.